# École Saint-Charles-de-Grondines
L'école Saint-Charles-de-Grondines est une école primaire situé au 525, chemin Sir-Lomer-Gouin dans le secteur Grondines à Deschambault-Grondines, dans Portneuf, au Québec (Canada).
Cette petite école construite en 1913 selon un plan-type du Département de l'Instruction publique dans le but de remplacer une école plus ancienne qui était maintenant considéré désuète. Elle est la plus petite école de la Commission scolaire de Portneuf et est toujours utilisée comme école. Elle a été citée immeuble patrimonial en 2007 par la municipalité de Deschambault-Grondines.

## Histoire
La première école de Grondines a été construite en 1829. Vers 1913, cette première école est jugée trop étroite et l'école actuelle est construite. Cette nouvelle école est plus spacieuse et éclairé que la précédente. Elle a été construite selon un plan-type du Département de l'Instruction publique. Ce plan se caractérise par une fenestration abondante, un toit à deux versants et une fondation en pierre légèrement surélevée.
Menacée de fermeture en 1982 et 1988 en raison de ses faibles effectifs, elle est maintenue ouverte à la suite de la mobilisation de la population locale : enseignantes bénévoles et à temps partiel, ouverture d'une classe de maternelle, corvées pour repeindre l’école ou aménager les locaux.